# Hugo Klein (Maler)

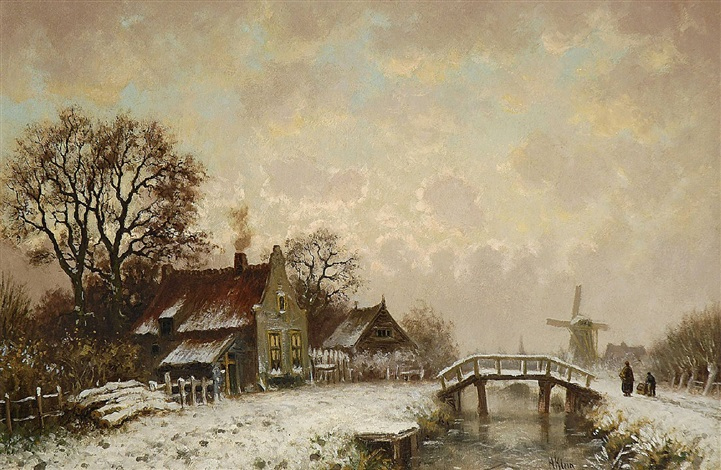
Winterlandschaft

Hugo Klein (* 2. Januar 1873 in Szombathely; † 23. März 1931 in Wien) war ein österreichischer Offizier und Maler.

## Leben
Hugo Klein besuchte von 1891 bis 1894 die Theresianische Militärakademie, wurde 1894 Leutnant, 1898 Oberleutnant und 1899 Fachlehrer in der Einjährigen-Freiwilligen-Schule. Von 1901 bis 1906 war er als Lehrer für Freihandzeichnen, Darstellende Geometrie, Pionierdienst, Befestigungs- und Terrainlehre an der Kavallerie-Kadettenschule Mährisch Weißkirchen tätig. 1913 wurde er Rittmeister und unterrichtete an der Infanterie-Kadettenschule Wien. 
Klein wurde Schüler des Schlachten- und Genremalers Wojciech Kossak in Krakau. Erzherzog Franz Ferdinand entdeckte seine Begabung und sandte ihn als aktiven Offizier auf die Akademie der bildenden Künste Wien, wo er die Meisterschule Alois Delugs absolvierte. 
Im Ersten Weltkrieg wurde Klein bei den Feldzügen in Galizien, Italien, Serbien und Albanien eingesetzt. Nach dem Krieg widmete er sich der Malerei, war in Schweden und Deutschland, später auch in Spanien, vor allem als Porträtmaler tätig.